# Elbląg (rivier)

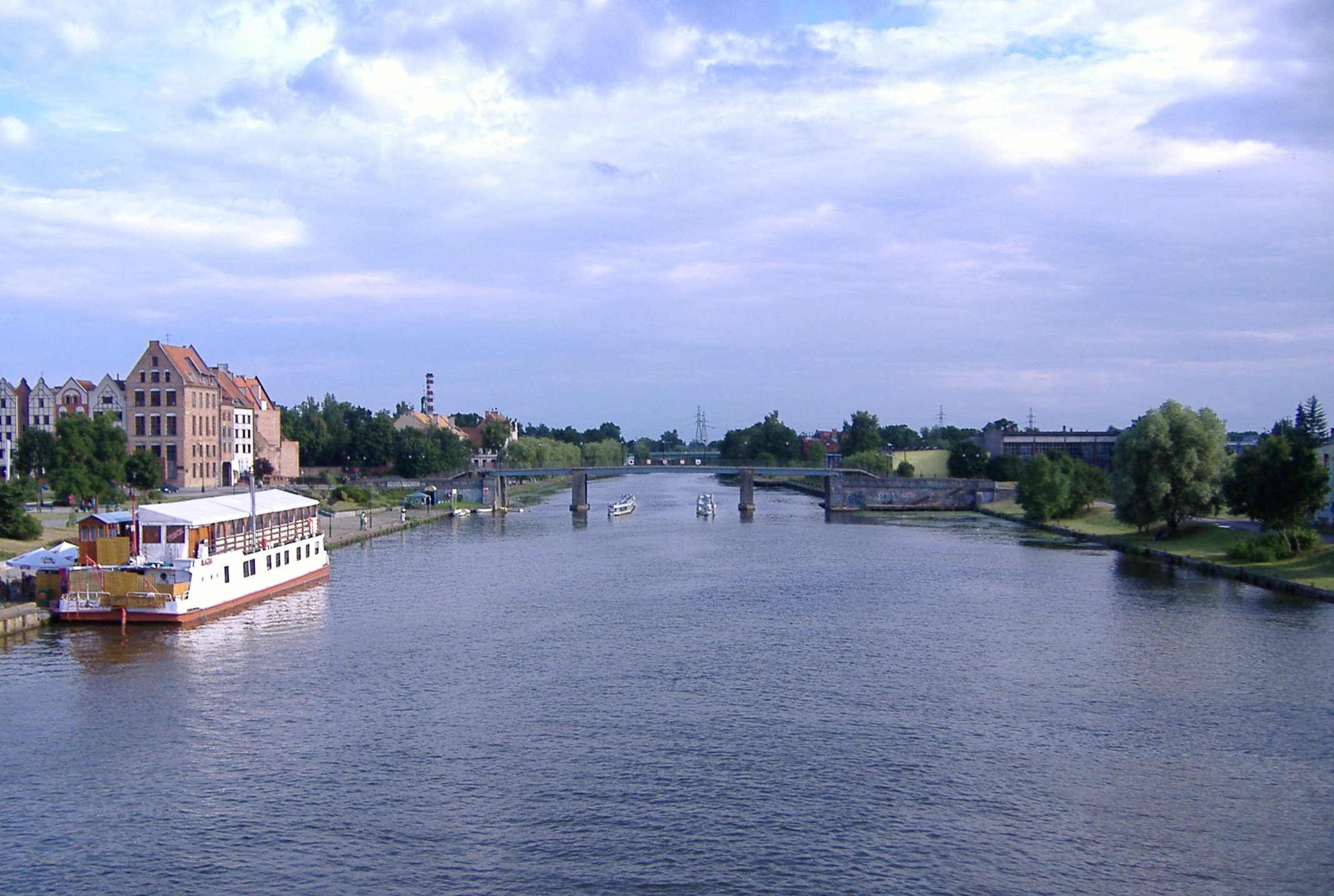
Elbląg.

De Elbląg (Duits: Elbing) is een 14,5 km lange rivier in het noordoosten van Polen. De rivier ontspringt in het meer Drużno en mondt uit in de Wislahaf.
De rivier is over de gehele lengte bevaarbaar en verbindt de zeehaven in de stad Elbląg met de Oostzee.
De belangrijkste rivieren die de Elbląg voeden zijn:
- Fiszewka (Duits: Fischau)
- Kumiela (Duits: Hommel)
- Tina (Duits: Thiene)

- Gemeinsame Normdatei: 1069097977